# Inchtavannach
Inchtavannach är en ö i Loch Lomond i Argyll and Bute, Skottland. Ön är belägen 11 km från Helensburgh. Ön har 3 invånare (2011).